# Dream in Blue
Singles par François Valéry
Chanson d'adieu
(1981) Oran Juin 62
(1982)
Singles par Sophie Marceau
Berezina
(1985)
Dream in Blue est une chanson interprétée par François Valéry en duo avec Sophie Marceau. Elle est sortie en single en novembre 1981 sur le label Charles Talar Records et a été incluse sur le cinquième album studio de Valéry, Dream in Blue. La chanson est composée par François Valéry sur des paroles de François Pédron et Pierre Delanoë.
La chanson s'est vendue à plus de 600 000 exemplaires et a été certifiée disque d'or par le SNEP. C'est le plus grand succès de la carrière de François Valéry.

## Liste des pistes
| A. | Dream in Blue    | 3:41 |
| B. | Le Cœur Juke Box | 3:35 |

## Crédits
- François Valéry – chant, musique
- Sophie Marceau – chant
- François Pédron – paroles
- Pierre Delanoë – paroles
- Tony Rallo – arrangements
- Jean-Claude Charvier – ingénieur du son
- Michel Olivier – ingénieur du son
- Bob Mehdi – réalisation artistique
- Guy Auffray – photographie

Crédits adaptés des notes d'accompagnement.

## Classements et certifications
| Classement (1981–82) | Meilleure position |
| -------------------- | ------------------ |
| France (SNEP)        | 9                  |

| Classement (1981) | Position |
| ----------------- | -------- |
| France (SNEP)     | 20       |

### Certifications
| Pays                           | Certification | Ventes certifiées |
| ------------------------------ | ------------- | ----------------- |
| France (SNEP),                 | Or            | 500 000*          |
| *Ventes selon la certification |               |                   |